# NGC 6370
NGC 6370 is een elliptisch sterrenstelsel in het sterrenbeeld Draak. Het hemelobject werd op 19 april 1885 ontdekt door de Amerikaanse astronoom Lewis A. Swift.

## Synoniemen
- UGC 10836
- MCG 10-25-20
- ZWG 300.21
- PGC 60192